# Priolepis cincta
Priolepis cincta är en fiskart som först beskrevs av Regan, 1908.  Priolepis cincta ingår i släktet Priolepis och familjen smörbultsfiskar. Inga underarter finns listade i Catalogue of Life.